# 青铜时代

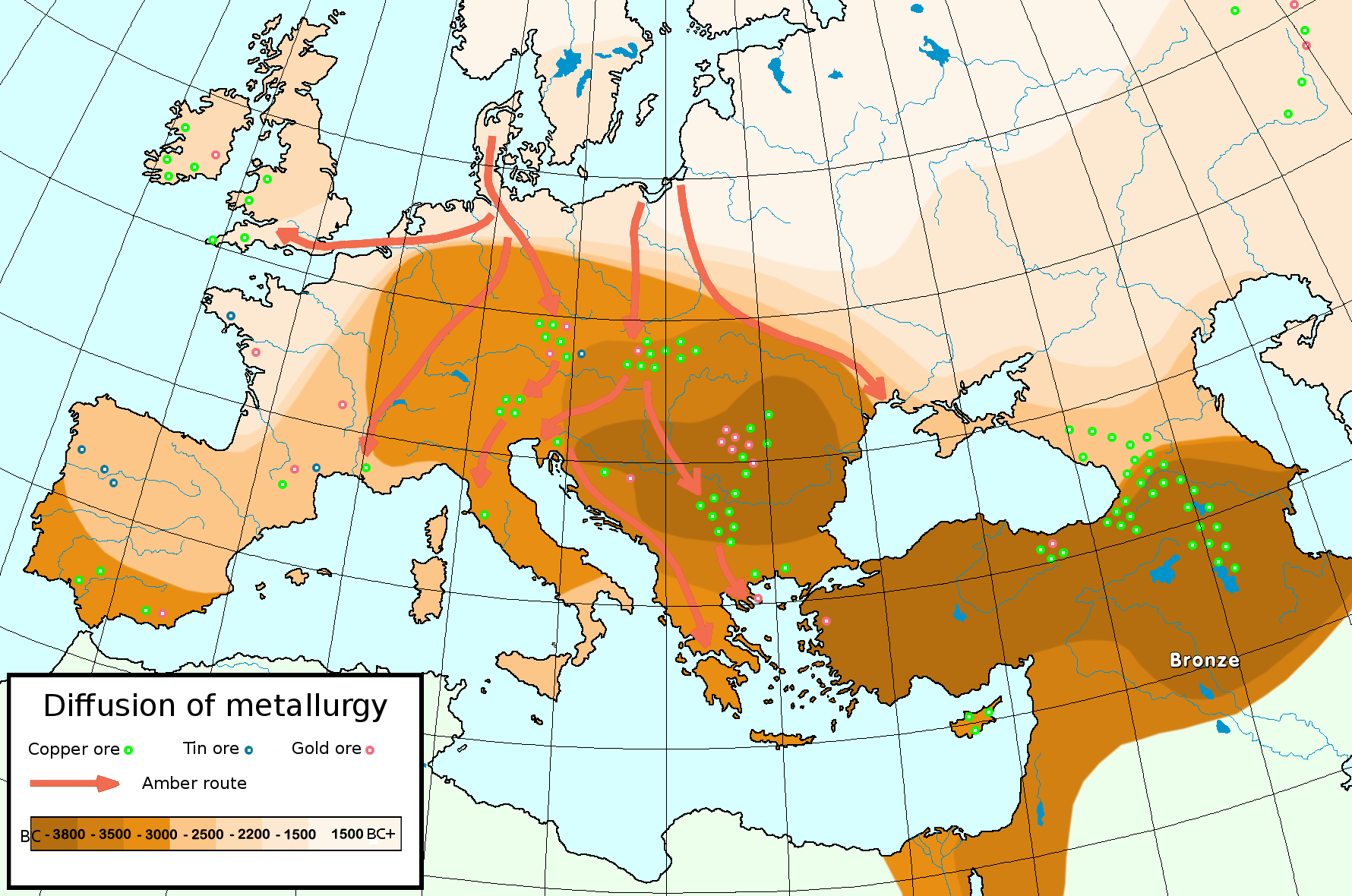
冶金術在歐洲及小亞細亞的發展情形，顏色深的表示是較早發展的

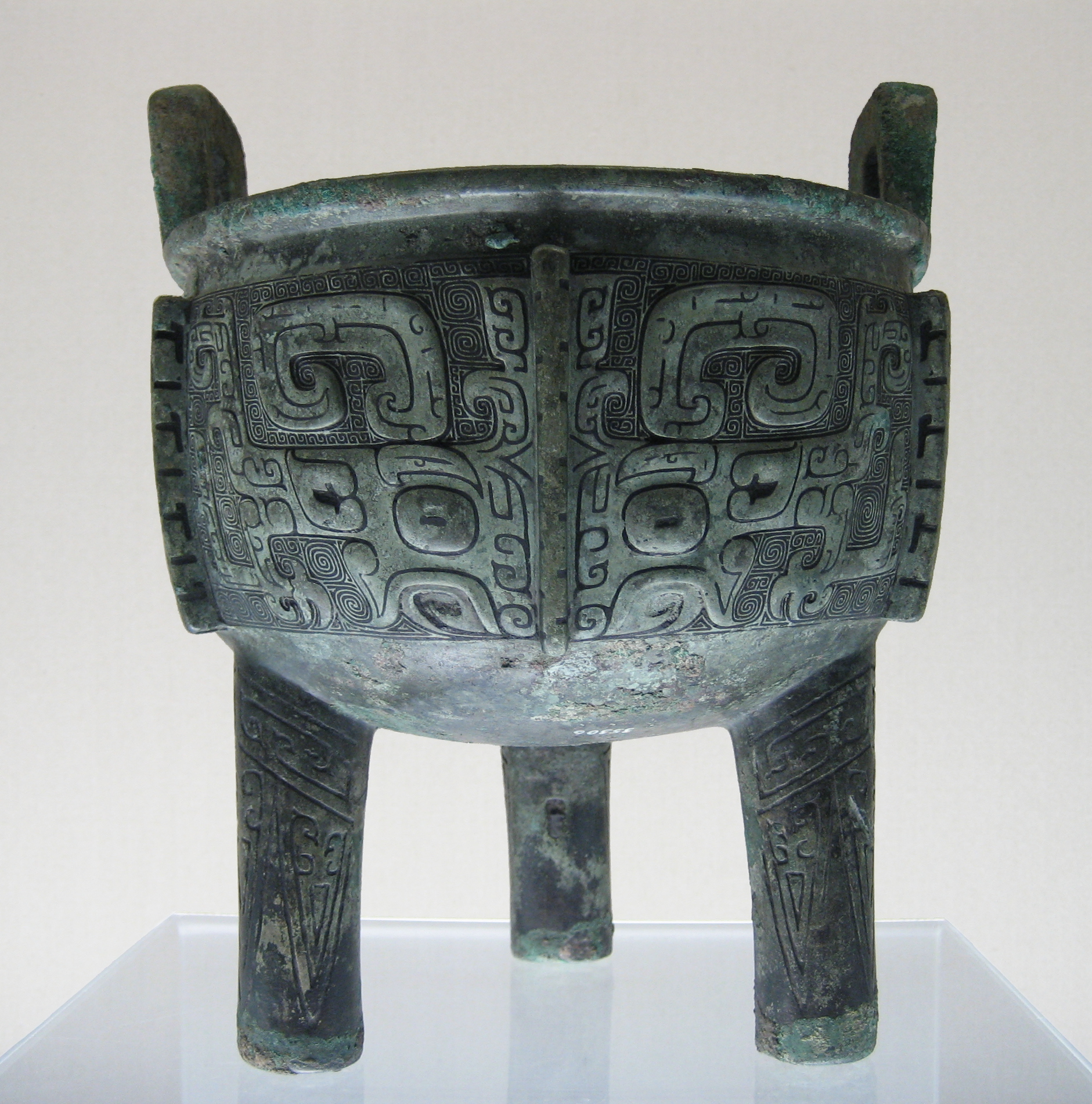
商朝劉鼎

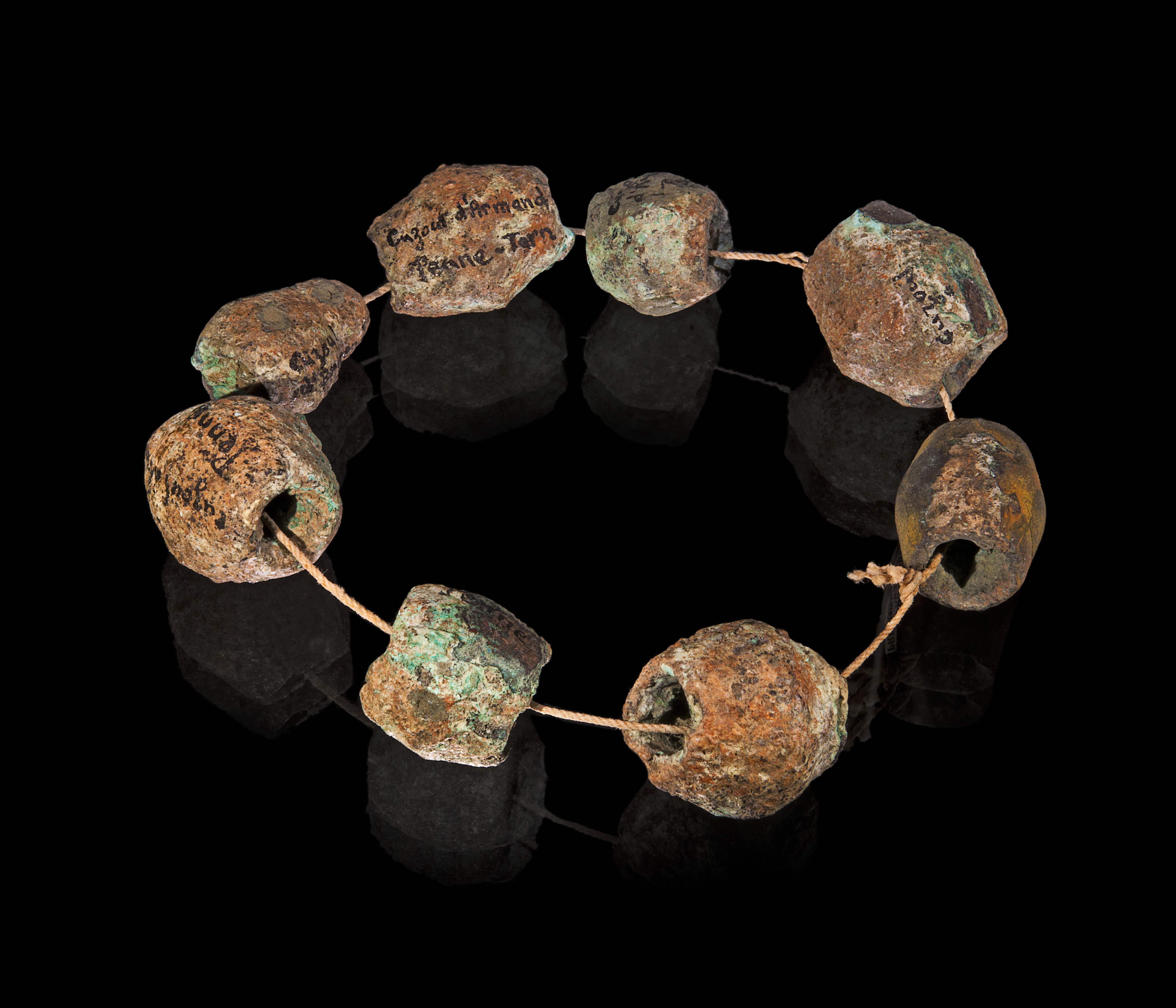
圖盧茲博物館內收藏的青铜时代手環

青铜时代（Bronze Age），又称青铜器时代、青铜文明，在考古学上是以使用青铜器为标志的人类文化发展的一个阶段。
青铜是红铜和锡或鉛的合金，因为其氧化物颜色青灰，故名青铜。由于青铜的熔点比较低，约为800℃；而硬度高，为铜或锡的2倍多，所以容易融化和铸造成型。青铜时代初期，青铜器具比重较小，甚或以石器为主，进入中后期，比重逐步增加。自有了青铜器和随之的增加，农业和手工业的生产力水平提高，物质生活条件也渐渐丰富。青铜铸造术的发明，与石器时代相比，起了划时代的作用。
青銅時代是在三時代系統中的第二時期，三時代系統是丹麥考古學家克里斯蒂安·于恩森·汤姆森在1836年時所提出，共分為石器時代、青銅器時代與鐵器時代。
青銅時代的特色是青銅的廣泛使用，即利用銅與錫、鉛、銻或砷的合金製作工具和武器。

## 历史
术语“青铜时代”起源于希腊神话中的“人类世纪”，指人类存在于地球上的时段。其中的“黄金时代”和“白银时代”被现代历史学家归类于神话虚构，而“青铜时代”和“铁器时代”被视为恰当地阐释了历史。这个时代总体上以在很多地域大量采用青铜为特征，尽管在各地区各时段青铜技术的引入和发展程度并不都相同。人工冶炼锡铜的技术需要集合生产技术。锡必须被开采出来（主要来自锡石），熔化分离，接着加入熔化的铜形成青铜合金。青铜时代是一个大量利用金属和发展贸易网络的时代。

## 亞洲的青铜文化

### 近东
青铜时代在古代近东开始于前4千紀的文明崛起。有些人认为古代近东是人类文明的摇篮，他們实践了精耕细作的全年农业，发展了一套文字书写系统，发明了陶工旋盘，创建了中央集权的政府、法典、帝国、社会阶层、奴隶制度和组织化的战争。这个地区的社会为天文学和数学的发展奠定了基础。

### 中亞
位在現今俄羅斯南部及蒙古国中部的阿尔泰山脉被認為是塞伊玛-图尔宾诺现象之發源地，推測是西元前二千年此地區的氣候变化以及引发的生态、经济及政治变化，让許多人迅速的往外移居，往西到达東北欧，往東移居到中國，往南則移居到越南及泰國
，橫跨四千英里的邊界，移居的過程只經歷了五到六代，使得從芬蘭到泰國東部的人有相同的金屬工藝，以及（其中一些區域）養馬和騎馬的技術。而且也推測同一次的大遷移也使得乌拉尔语系的語言拓展到歐洲及亞洲，其中有39種語言是現存的，包括匈牙利語、芬蘭語、愛沙尼亞語及萨米语。
不過最近在南西伯利亞及哈萨克斯坦（安德羅諾沃文化）的遺址研究及基因化驗，較支持這些青铜文化是因為往東的印歐遷徙造成的觀點，因為這些技術在西方已為人熟知相當一段時間。

### 中国
甘肃马家窑文化的青铜小刀，年代约为公元前2900-2740年 。
最早提出「青銅器時代」觀念的是張光直院士，他在《中國青銅時代》一書中明確指出夏、商、周三代為鼎盛期，而後還有春秋战国时代，现存至今的后母戊鼎是世界上罕见的大型青铜器。
根据考古的发现，洛阳二里头遗址是中国青铜时代的第一个高峰，极有可能是夏朝中晚期都城；商朝前期，以郑州的二里岗为中心，辉县的琉璃阁、洛阳的东干沟等殷商时期的遗址属于这个时代；商朝的后期，以安阳的小屯村为中心，郑州公园区的上层、洛阳的泰山庙遗址和墓葬属这个时代；周朝前期（西周），主要代表遗址以西安市丰镐村地带、宝鸡西周时期的墓葬；春秋时期以洛阳涧滨（澗濱）为中心、上村岭虢墓、新郑郑墓、寿县蔡侯墓为这个时期的代表；战国时期，洛阳涧滨为中心，辉县琉璃阁、古围村，长沙和唐山的战国墓地属于这个时代。
根据最新的发掘成果，中国南方也在商朝前期进入了青铜时代，最有代表性的是四川的三星堆遗址，湖北武汉的盘龙城遗址，湖南长沙的炭河里遗址，江西新干大洋洲商代大墓等的出土青铜器，证实了长江流域也有发达的青铜文明。
在青铜时代，中国已经建立了国家（郭沫若按照马克思主义历史观的分法认为属于奴隶制国家，有争论），有了发达的农业和手工业，并且從其上之銘文，如毛公鼎可知汉字已发展成熟。

### 南亞
印度次大陸的青铜时代從西元前3300年起，也是印度河流域文明的開始。印度河流域的居民哈拉帕人發展了冶金及煉製銅、青銅、鉛及錫的技印度的青铜时代之後是鐵器的吠陀文化，哈拉帕文化約在西元前1700至1300年，橫跨了青铜时代及鐵器文化，因此不易精確的定年。

### 東南亞
歷史上第一個青铜鼓是東山鼓，是在越南的红河三角洲及中國的南方。這和史前越南的東山文化有關。在泰國班清發現的考古遺物可追溯到約是西元前2100年。在緬甸的娘甘内（Nyaunggan），有發現青銅器、陶瓷及石器，年代約在西元前2300至500年之間。查爾斯·海亞姆發現的Ban Non Wat，其中有六十個墳墓，其中有複雜的銅器，埋葬的人可能有相當的社會地位。

## 歐洲的青铜文化

### 愛琴海
愛琴海的青铜文化開始於西元前3200年，當時的文明形成一個貿易網路，提供錫及木炭給賽普勒斯，開採銅礦，治煉後再和錫製成青銅。青銅物品出口的範圍很廣，也支持了當時的貿易。根據地中海青銅器遺跡的同位素分析，發現一些青銅器可能起源自英國。

### 中歐
中歐的早期青銅器乌涅蒂采文化（西元前1800至1600年）包括許多小的群體，例如施特勞賓文化、Adlerberg文化及豪特萬文化等。有些的陪葬物很豐富，像Leubingen的一個墓穴中有金製的陪葬物，表示乌涅蒂采文化中，社會已有明顯的階級。不過此時代的墓穴不多，而且體積很小。以後是青銅器時代中期的坟堆文化（西元前1600至1200年），其特色是土葬的墓地。在匈牙利東部的克勒什河，發現有青铜时代早期遺跡，包括Mako文化、Otomani文化及Gyulavarsand文化。

### 南歐
亞平寧文化也稱為義大利青銅文化，是在義大利中部和南部的文化，跨越了铜石并用时代及青銅時代。Camunni是一群不確定從哪裡來的人（根據老普林尼的說法，他們是Euganei人，根據斯特拉波的說法，他們是拉埃提亞人），住在梵尔·卡莫尼卡，是今天的伦巴第中部。

### 高加索
北高加索迈科普文化中用的砷青銅遺物年代約在西元前四千年，因此砷青銅的技術開始在南歐和東歐傳播。

## 非洲的青铜文化

### 埃及
由于埃及境内缺乏铜矿资源，所以古埃及所留存的青铜器不多。古埃及第二王朝时期开始出现青铜器皿，从此进入青铜时代，但直到新王国时期才开始普遍应用青铜器。

### 撒哈拉以南非洲
一般认为撒哈拉以南非洲的青铜器比铁器更晚产生，是从石器时代直接过渡到铁器时代。其掌握青铜制造技术应不晚于公元前第1千年。

## 美洲的青铜文化
南美莫切文化也有使用青铜器青铜器技術被印加文化發揚光大，用在實用物品和雕塑中。後來在西墨西哥也有少量的青铜器製品，可能和安地斯山文化有接觸，或者是獨立的發展出青铜器技術。

### 引用
1. 1 2 3 4  
Keys, David. . BBC History Magazine. January 2009, 10 (1): 9.
2. ↑  White, Joyce; Hamilton, Elizabeth. . Journal of World Prehistory. 2009, 22: 357–397. doi:10.1007/s10963-009-9029-z.
3. ↑   Archive.today的存檔，存档日期2013-08-01 C. Lalueza-Fox et al. 2004. Unravelling migrations in the steppe: mitochondrial DNA sequences from ancient central Asians
4. ↑  [永久] C. Keyser et al. 2009. Ancient DNA provides new insights into the history of south Siberian Kurgan people. Human Genetics.
5. ↑  李学勤. . 聯經出版社. 2005（再版）. ISBN 9789570822564.
6. ↑  陈朝云. . 学术月刊. 2006年: 129～135  [2013-12-29]. （原始内容存档于2014-10-12）. 中原商文化在二里岗时期曾大规模向长江流域扩张，直接促成了长江流域商代青铜文明的产生和发展
7. ↑  張柏春. . cpc.people.com.cn. 中國共產黨新聞網  [2020-10-01]. （原始内容存档于2016-03-04） （中文（繁體））.
8. ↑  . xuewen.cnki.net.   [2020-10-01]. （原始内容存档于2021-04-18）.
9. ↑   (PDF). Museum.upenn.edu.   [2010-01-17]. （原始内容 (PDF)存档于2011-04-27）.
10. ↑  https://www.cambridge.org/core/journals/antiquity/article/first-absolute-chronology-for-late-neolithic-to-early-bronze-age-myanmar-new-ams-14c-dates-from-nyaunggan-and-oakaie/B07D5550EA305C72B89A52D4DFBB108C
11. ↑  Higham, C. F. W. (2011). The Bronze Age of Southeast Asia: New insight on social change from Ban Non Wat. Cambridge Archaeological Journal, 21(3), 365-389.
12. ↑  . British Museum.   [2012-08-03]. （原始内容存档于2012-08-03）.
13. ↑  Carl Waldman, Catherine Mason. Encyclopedia of European peoples: Volume 1. 2006. Page 524.
14. ↑  Philip L. Kohl. The making of bronze age Eurasia. Page 58.
15. ↑  Gimbutas, "The Beginning of the Bronze Age in Europe and the Inclo- Europeans 3500–2500 BC," Journal of Indo-European Studies 1 (1973): 177.
16. ↑  Karin Sowada and Peter Grave《古王国时期地中海东部的埃及》
17. ↑  亚当·尼科尔森《荷马3000年》
18. ↑  El bronce y el horizonte medio 的存檔，存档日期2009-04-17.
19. ↑  Antonio Gutierrez. . Incas.homestead.com.   [2010-01-17]. （原始内容存档于2009-01-31）.

### 书籍
- Anthony F. Harding: European Societies in the Bronze Age. Cambridge 2000 （英文）
- Bernhard Hänsel: Gaben an die Götter! Schätze der Bronzezeit Europas. Eine Einführung. In: A. u. B. Hänsel: Gaben an die Götter! Schätze der Bronzezeit. Katalog zur Ausstellung. Museum für Vor- und Frühgeschichte Berlin, Berlin 1997 (Bestandskatalog, Bd. 4) （德文）
- Albrecht Jockenhövel, Wolf Kubach (Hrsg.): Bronzezeit in Deutschland. Hamburg 1994, ISBN 978-3-933203-38-0 （德文）
- Harald Meller (Hrsg.): Der geschmiedete Himmel - Die weite Welt im Herzen Europas vor 3600 Jahren. Begleitband zur Sonderausstellung in Halle 2004, Stuttgart 2004, ISBN 978-3-8062-1907-4 （德文）
- Hermann Müller-Karpe: Handbuch der Vorgeschichte. Bd. 4: Bronzezeit. München 1980, ISBN 978-3-406-07941-2 （德文）
- Ernst Probst: Deutschland in der Bronzezeit. München 1996, ISBN 978-3-570-02237-5 （德文）
- Jonathan N. Tubb: Canaanites. London 1998, ISBN 978-0-7141-2766-8 （英文）
- Günter Wegener (Hrsg.): Leben, Glauben, Sterben vor 3000 Jahren. Bronzezeit in Niedersachsen. Oldenburg 1996, ISBN 978-3-89598-404-4 （德文）